# Torre Viscontea (Lecco)
La Torre Viscontea, nota anche comeTorre medievale, è l'unica testimonianza visibile dell'antica fortezza del poderoso castello che cingeva il borgo di Lecco, in Lombardia in epoca medievale.

Incastonata fra gli eleganti palazzi della piazza centrale della città fu costruita, durante il XIV secolo, su iniziativa della potente famiglia milanese dei Visconti, come torre di vedetta sul territorioinserita nel più ampio sistema difensivo che caratterizzava la cinta muraria di forma insolitamente triangolare del borgo.
Alessandro Manzoni, nel suo più celebre romanzo, scrive che nel Seicento il castello ospitava la guarnigione spagnola:
(Alessandro Manzoni, I promessi sposi, capitolo I, 1840)

## Storia
Di origine trecentesca, la torre è probabilmente l'edificio lecchese più antico. La parte più alta della torre fu realizzata nel corso del Quattrocento. La torre è tutto ciò che rimane della cinta muraria, a pianta triangolare, parte integrante della piazzaforte militare.
Di quest'ultima faceva parte il castello, situato in posizione centrale e a ridosso del lago, che costituiva la principale porta d'ingresso al borgo aperta verso Milano. Esso fu abbattuto da Giuseppe II fra il 1782 e il 1784.
Al suo fianco sinistro era presente un corpo di guardia, dal quale si accedeva alla scalinata che portava al bastione del molo, dove era presente la garitta della sentinella, mentre sulla destra si trovava un grande magazzino oltre ad un cortile per i soldati.
Dopo la restaurazione del 1816, per opera dell'architetto lecchese Giuseppe Bovara, la torre fu utilizzata come carcere (destinazione d'uso recuperata dal tempo della dominazione spagnola del Ducato di Milano) e, a partire dal 1932, dopo un ulteriore restauro, fu affidata dallo Stato al Comune di Lecco che vi impiantò in un primo momento il Museo del Risorgimento e della Resistenza della città, per convertirla in seguito in sede di mostre temporanee dei Musei Civici e dell'Assessorato alla Cultura del Comune di Lecco.
Al piano terreno sono ancora visibili gli alloggi del corpo di guardia e alcune palle di cannone in pietra, mentre al secondo e terzo piano è ospitato il Museo della Montagna e dell'Alpinismo lecchese.